# Скай териер
Скай териерът (на английски: Skye Terrier) е призната британска порода кучета.

## Произход и история
Скай териерът е много стара шотландска порода. Името му произлиза от остров Скай във вътрешните Хебриди. Първоначално работата му се състои в това да участва в лов на видри, лисици и язовци по скалистите крайбрежия. С това може да се обясни и физиката му – малък, с къси крака, издължено тяло и много подвижен. Дългата му и гъста козина го защитава от неприятностите на шотландското време и от захапванията на преследваните от него животни. Притежава отлично обоняние и е добър плувец.
Още от рано притежаването му се счита за лукс. 1842 г. за първи път куче от тази порода става част от двореца на кралица Виктория и впоследствие то бързо събира симпатиите на аристокрацията. Отглеждането и развъждането му започва през 1864 г., той става по-тежък, козината му по-дълга, изправените уши стават по-предпочитани. Въпреки всичко Скай териерът не губи ловните си способности. През 1879 г. официално е признат като порода.

## Описание
Скай териерът е сравнително малък, до 26 см височина, 10 кг тегло, а тялото му е особено издължено (дължина от носа до върха на опашката – 103 см), бледо жълт, сив или черен, козината му е дълга, твърда и права, без къдрици. Долната му козина е къса, гъста и мека. Съществуват териери с изправени и такива с увиснали уши.